# Munippos
Munippos (łac. Munippus) – w mitologii greckiej syn królewny trojańskiej Killi, siostry króla Priama i Tymojtesa.
Munippos został zabity, razem z matką, niedługo po urodzeniu. Killa spodziewała się dziecka w tym samym czasie co Hekabe, żona Priama. Wieszczek Ajsakos przepowiedział, w związku ze snem Hekabe, że dziecko, które urodzi Trojanka z królewskiego rodu, będzie powodem zagłady miasta. Priam, mylnie interpretując przepowiednię, kazał zgładzić siostrę i jej syna Munipposa. Tego samego dnia, przed północą Hekabe urodziła Parysa.
Istnieje też wersja, że Killa była siostrą Hekabe, a Munippos został poczęty z Priamem.